# Конзе, Эдвард
Э́двард Конзе (нем. Eberhart Julius Dietrich Conze, 18 марта 1904, Лондон — 24 сентября 1979, Шерборн, Дорсет) — англо-немецкий учёный, внёсший значительный вклад в развитие буддологии. Более всего известен своими переводами буддистских текстов. Пропагандист дзэн-буддизма.

## Биография
Конзе родился в Лондоне в 1904 году. Его отец принадлежал к немецкой аристократии. Его семья была протестантской. Его мать, с которой он имел очень трудные взаимоотношения, позднее перешла в католичество. Конзе утверждал[где?], что был родственником Фридриха Энгельса.
Конзе родился в Англии и получил британское гражданство по причине того, что его отец исполнял должность вице-консула в немецком посольстве. Он обучался в ряде немецких университетов, и в 1928 году получил степень доктора философии от Кёльнского университета, после чего продолжил свои последокторские исследования в области сравнительной европейской и индийской философии в Боннском и Гамбургском университетах. Конзе обладал феноменальной способностью к изучению языков и к 24-м годам уже овладел четырнадцатью языками, включая санскрит. Как и многие европейцы его поколения, он заинтересовался теософией и даже впоследствии стал профессором теософии, а также занимался серьёзным изучением астрологии, и даже впоследствии стал астрологом.
Во время растущей популярности Адольфа Гитлера, Конзе выступил ярым противником нацистского режима. Из антифашистских побуждений, он серьёзно изучил марксистские труды и присоединился к коммунистической партии. Какое-то время он был лидером коммунистического движения в Бонне. В автобиографии «Memoirs of a Modern Gnostic», Конзе рассказывает о том, как он организовывал коммунистические стачки в Бонне, из-за чего его жизнь подверглась смертельной опасности.
В 1933 году он эмигрировал в Англию (предусмотрительно перед этим обновив своё британское гражданство), куда он прибыл без гроша в кармане. Сначала Конзе зарабатывал на жизнь давая уроки немецкого языка, а впоследствии занялся политикой, став членом Лейбористской партии. Он встречался со многими известными фигурами лейбористского движения, которые не произвели на него большого впечатления. Тогда же он начал сотрудничать с Эллен Вилкинсон, которая в то время была министром образования Великобритании и лидером Лейбористской партии. Вместе они написали и опубликовали две книги под названием «Why War?» и «Why Fascism?».
Конзе стал очень активным членом социалистического движения Великобритании. Он давал лекции, писал книги и памфлеты, но по прошествии какого-то времени полностью разочаровался в политике. В возрасте 35 лет он оказался в состоянии полного интеллектуального изнеможения. Его первый брак закончился крахом. В своих мемуарах он признаётся «Я принадлежу к тому несчастному типу людей, которые не могут ни жить с женщинами, ни существовать без них».
С 1933 по 1960 год он давал лекции по психологии, философии и сравнительному изучению религии в Лондонском и Оксфордском университетах. В период с 1963 по 1973 год он занимал ряд академических постов в Германии и США одновременно посвящая значительную часть своего времени преподавательской деятельности в Департаменте по изучению религий Ланкастерского университета.
В этот период своей жизни он заново открыл для себя буддизм. Впервые интерес к буддизму проснулся в нём в возрасте 13 лет после прочтения книги Лафкадио Хирна «Gleanings in Buddha Fields». Его значительный контакт с буддизмом, однако, произошёл значительно позднее, во время начала Второй мировой войны, в основном через труды известного японского буддолога и писателя Дайсэцу Т. Судзуки.
Зачарованный буддизмом, Конзе посвятил ему остаток своей жизни, занимаясь переводами различных буддийских писаний, таких как сутр «Праджняпарамита» («Совершенство мудрости»), которые являются основными писаниями буддизма махаяны.
Конзе, однако, не был только учёным. Во время войны он долгое время жил в лесу в своём трейлере и занимался практикой медитации, строго следуя наставлениям Буддхагхоши в его «Висуддхимагге». Позднее, в своих лекциях в Америке, он неоднократно заявлял, что был всего лишь буддистским учёным, а не монахом, и поэтому просил аудиторию не разочаровываться, если его действия и поведение не будут соответствовать буддийским идеалам. Уважение к нему в буддийском сообществе проявилось, в частности, в том, что он долгое время исполнял обязанности вице-президента буддистского общества.
После войны он переехал в Оксфорд и женился во второй раз. В 1951 году он опубликовал книгу «Buddhism: Its Essence and Development», которая имела огромный успех и остаётся популярной книгой по буддизму и по сей день. Его монументальным трудом за последующие 20 лет был перевод в общей сложности 30 текстов «Праджняпарамита-сутр», включая два наиболее известных буддистских текста, «Алмазную сутру» и «Сутру Сердца».
В 1960-х и 1970-х годах он давал лекции в различных американских университетах, где пользовался большой популярностью среди студентов. Однако он часто пользовался неодобрением своих коллег и университетских властей из-за того, что очень откровенно высказывал свои мнения. В 1970-х годах Конзе был вынужден покинуть США. Это было связано с его резкой критикой участия США в войне во Вьетнаме и коммунистическим прошлым. Он умер 24 сентября 1979 года у себя дома в Шерборне, Дорсет.

## Наследие
Конзе был очень сложной фигурой, значение которой оценить непросто. Он был среднеевропейским интеллектуальным беженцем, как и многие другие покинувший Германию. Он также являлся своего рода символом интеллектуального напряжения XX века, в основном благодаря своему крайне критическому отношению ко многим направлениям современной мысли. Он также был самопровозглашённым элитистом. Автобиографию он озаглавил «Memoirs of a Modern Gnostic» («Мемуары современного гностика»), полагая, что по своей сущности гностицизм был элитистским. Конзе также был противником демократии и феминизма.
В какой-то степени он также представлял целое довоенное поколение на Западе, разочаровавшееся в идеях марксизма, в особенности в той его форме, которую он принял в Советском Союзе. От других он отличался тем, что не потерял своих религиозных верований — он просто перенёс свой идеализм из политики в буддизм.
Конзе является одним из крупных переводчиков буддистских текстов, которого можно сравнить с такими китайскими деятелями, как Кумараджива и Сюаньцзан. Будучи учёным-буддологом, он занимался серьёзной практикой буддизма, в особенности медитации. В то время, когда он начал свою научную деятельность, это было совершенно немыслимо, из-за чего многие считали его эксцентричным. Он бросил вызов стереотипу «объективного учёного», который не должен иметь личностного пристрастия к изучаемому им предмету. Таким образом, он был пионером нового рода учёных-буддологов, которые одновременно с научным изучением буддизма занимались его практикой.